# Голча
Голча (пол. Gołcza) — село в Польщі, у гміні Голча Меховського повіту Малопольського воєводства.
Населення — 473 особи (2011).
У 1975-1998 роках село належало до Краківського воєводства.

## Демографія
Демографічна структура станом на 31 березня 2011 року:
|          | Загалом | Допрацездатний вік | Працездатний вік | Постпрацездатний вік |
| -------- | ------- | ------------------ | ---------------- | -------------------- |
| Чоловіки | 216     | 47                 | 146              | 23                   |
| Жінки    | 257     | 64                 | 144              | 49                   |
| Разом    | 473     | 111                | 290              | 72                   |